# Stigmatogobius
Stigmatogobius es un género de peces de la familia de los Gobiidae en el orden de los Perciformes.

## Especies
Las especies de este género son:
- Stigmatogobius borneensis (Bleeker, 1850)
- Stigmatogobius elegans Larson, 2005
- Stigmatogobius minima (Hora, 1923)
- Stigmatogobius pleurostigma (Bleeker, 1849)
- Stigmatogobius sadanundio (Hamilton, 1822)
- Stigmatogobius sella (Steindachner, 1881)
- Stigmatogobius signifer Larson, 2005